# Hans Nägle
Hans Nägle, född 8 februari 1902, var en tysk bobåkare. Han var med i de Olympiska vinterspelen 1928 i Sankt Moritz och blev olympisk bronsmedaljör i femmansbob.